# Новая Павловка (Черкасская область)
Новая Павловка (укр. Нова Павлівка) — посёлок в Тальновском районе Черкасской области Украины.
Население по переписи 2001 года составляло 3 человека. Почтовый индекс — 20423. Телефонный код — 4731.

## Местный совет
20451, Черкасская обл., Тальновский р-н, с. Кривые Колена, ул. Юбилейная, 8а